# Сабаджі
Сабаджі (*д/н — 26 січня 1775) — 3-й магараджа Наґпура в 1772—1775 роках.

## Життєпис
Походив з династії Бхонсле, гілки Хінганікар. Син магараджи Раґходжі I. Замолоду брав участь у військових кампаніях батька. У 1749—1751 роках очолював грабіжницькі рейди на володіння бенгальського набоба Аліварді-хана, чим фактично змусив того підписати вигідний для Раґходжі I договір.
1755 року після смерті батька підтримав рідного брата Джаноджі у протистоянні за владу зі зведеним братом Мудходжі. Рішенням пешви Баладжі Баджі Рао отримав у володіння Дарву, за яку повинен був сплатити 1 млн рупій. В подальшому діяв спільно з братом Джаноджі.
Після смерті Джаноджі за підтримки частини знаті висунув претензії на трон, хоча померлий магараджа за життя визначив спадкоємцем свого небожа Раґходжі. Сабаджі отримав допомогу від пешви  Мадхав Рао I, що Раґходжі і його батько Мудходжі є прихильниками Раґханатх Рао. стрийка пешви, який регулярно повстав проти нього. Тому Мадхав Рао I затвердив у правах магараджи Сабаджі. Останній також одружився з удовою померлого магараджи — Дар'я Баї. У відповідь Мудходжі повстав, зібравши 25-тисячне військо. 1773 року битва біля Кумхарі не виявила переможця.
Зрештою Сабаджі домовився зі зведеним братом, що Раґходжі стає правителем, а Мудходжі — регентом. При цьому Сабаджі отримує частку в управлінні князівством. Це рішення мав би затвердити новий пешва Нараян Рао. Але Сабаджі довідався, що той вступив у конфлікт з Раґханатх Рао. тому було скасовано домовленість з Мудходжі. Натомість Сабаджі уклав союз з Асаф Джахом II, нізамом Гайдарабаду. У відповідь Раґханатх Рао, що 1773 року захопив владу, виступив проти нізама. Але новий пешва стикнувся з повстанням проти себе в Пуні, внаслідок чого вже сам звернувся по допомогу до Британської Осто-Індської компанії, що призвело до першої англо-маратхської війни.
В цих обставинах 1774 року бойові дії Сабаджі і Мудходжі поновилися. 26 січня 1775 року в битві біля Панчгаону Сабаджі зазнав нищівної поразки й загинув. Владу перебрав Мудходжі I.